# Vrolikstraat 8
Vrolikstraat 8 is een gebouw aan de Vrolikstraat in Amsterdam-Oost. Het gebouw stamt uit de wederopbouwperiode en kreeg in 2007 een plaats in op een lijst met de 100 meest waardevolle monumenten uit die periode. Het werd in 2009 tevens opgenomen in het register van rijksmonumenten. Sinds 2013 is hier het Cygnus Gymnasium gevestigd.

## Geschiedenis
Het bouwwerk werd in de periode 1952 tot en met 1956 gebouwd door aannemingsmaatschappij P. Bot & Zn uit Heerhugowaard naar een ontwerp van de architecten Ben Ingwersen, Commer de Geus en C. v.d. Bom. Hun inspiratie was Unité d'Habitation van de Zwitsers-Franse architect Le Corbusier. De opdrachtgever was de Christelijke LTS Patrimonium, die ook de eerste gebruiker van het gebouw werd en het gebouw werd dan ook bekend onder de naam Eerste Christelijke LTS Patrimonium. Het gebouw verrees op de plek die open kwam door het slopen van de spoorverbinding die grofweg liep tussen Station Amsterdam Muiderpoort en Station Amsterdam Weesperpoort. In 1956 kwam het in gebruik. Het staat met haar achtergevel enigszins scheef aan de juist strak rechtlopende Wibautstraat - op deze wijze is de lichtinval optimaal. Door het gebouw daar neer te zetten was het verder niet meer mogelijk een directe verbinding te maken tussen de Derde Oosterparkstraat en de Wibautstraat. De gevelwand van het gebouw aan de Wibautstraat (de achtergevel) is veel bekender en vaker gefotografeerd dan de gevel aan de Vrolikstraat (de voorgevel en toegangspoort).
Voor de eerste gebruiker werd het gebouw nog in delen gesplitst, afhankelijk van het gebruik. Zo kwamen er aparte delen voor theorie (etages), praktijk (begane grond) en garagewerkzaamheden (kelder). Voor die laatste werd speciaal een af- en toerit gebouwd. Toen de LTS vertrok, moest het gebouw aangepast worden aan de eisen van de modernere eisen van onderwijsinstellingen. Ook het gebruik van de lokalen onderging een wijziging toen het ROC ASA, dat in 2006 opging in de Amarantis Onderwijsgroep, intrek nam in het gebouw. Die instelling ging in 2013 ten onder aan financiële problemen. Ook stond het een tijdje leeg met beheer en toezicht door het antikraak-bedrijf Ad Hoc. Een onderdeel uit Amarantis, het Cygnus Gymnasium, ging zelfstandig verder op dit adres. Het gebouw moest opnieuw aangepast worden aan de nieuwste eisen. Aanpassingen lagen gevoelig, omdat het gebouw in 2009 benoemd was tot rijksmonument.

## Beschrijving
Het bouwwerk kreeg een skelet van gewapend beton en is zowel horizontaal (verdiepingen) en als verticaal (kolomafstand) verdeeld in vakken van 3,5 bij 3,5 meter. Deze indeling is geïnspireerd op Le Corbusier. Het geheel staat op een betonnen paalfundering met daarop een kelder. Op het maaiveldniveau rijzen van daar uit betonnen poten, die het gebouw op het oog van de grond tillen, alhoewel er tussen achter de rooilijn gebruiksruimten zijn geplaatst. Die ruimten op de begane grond zijn afgeschermd door wanden met veel glas, voor de lichtdoorlating maar ook om het gebouw een licht karakter mee te geven. De afstand tussen de poten bedraagt opnieuw 3,5-smmeter, waarbij de breedte van het gebouw op circa 7 meter uitkomt (3 kolommen). Voor de bovenliggende raamgangen is gekozen voor een breedte (en soms ook een hoogte) van 87,5 cm. Om alle ramen, die in houten kozijnen zijn geplaatst, zijn frames te zien van schokbeton, die de regen op afstand moeten houden maar ook enigszins zonreflecterend werken. De raampartijen worden omringd door gevelstukken die bestaan uit datzelfde schokbeton. Opvallend is daardoor het zuidelijke deel van de gevel aan de Wibautstraat dat geheel uit schokbeton bestaat, uit dat deel steekt alleen het kunstwerk handen van Willem Reijers naar voren. Aan de noordzijde staat dan nog een kokervormig noodtrappenhuis dat ook in het geheel van schokbeton is.
Op het eigenlijke dak bevinden de voormalige gymzaal, die een paraboolachtig dak heeft van fusée-ceramique, en de voormalige kantine met een cilindrisch schaaldak. Verder staat op het dak nog de uitstulpende liftmachinekamer met enkele schoorstenen, die net als het noodtrappenhuis, opvallend ronde vormen heeft en boven het dak uitsteekt.
Aan de kant van de Vrolikstraat kent het gebouw, met zijn grotendeels strak rechthoekige vormen, een schuin geplaatste luifel, die net als gebouw zelf, in de lucht lijkt te hangen. Deze voormalige entree voor docenten werd in de loop der tijd de hoofdingang. Deze luifel maakt deel uit van een overspanning boven een 'gracht' die met af- en oprit toegang geeft tot de kelder die als fietsenstalling en garderobe dient.
De dragende constructie is in het gebouw onbewerkt gehouden. Wanden bestaan uit metselwerk. Doorgangen kregen een borstwering van slechts 1,30 meter hoogte, zodat in combinatie met een maximale kasthoogte van 1,30 het licht verder het gebouw in kan komen.

## Rijksmonument
Het gebouw werd tot rijksmonument verheven vanwege:
- het geheel van gebouw en omgeving;
- het klaarblijkelijke eerbetoon aan Le Corbusier;
- het vernieuwend gebruik van beton en betonelementen;
- toegepaste kunst van Nederlandse kunstenaars;
- eenheid van interieur, exterieur en detaillering.

## Galerij

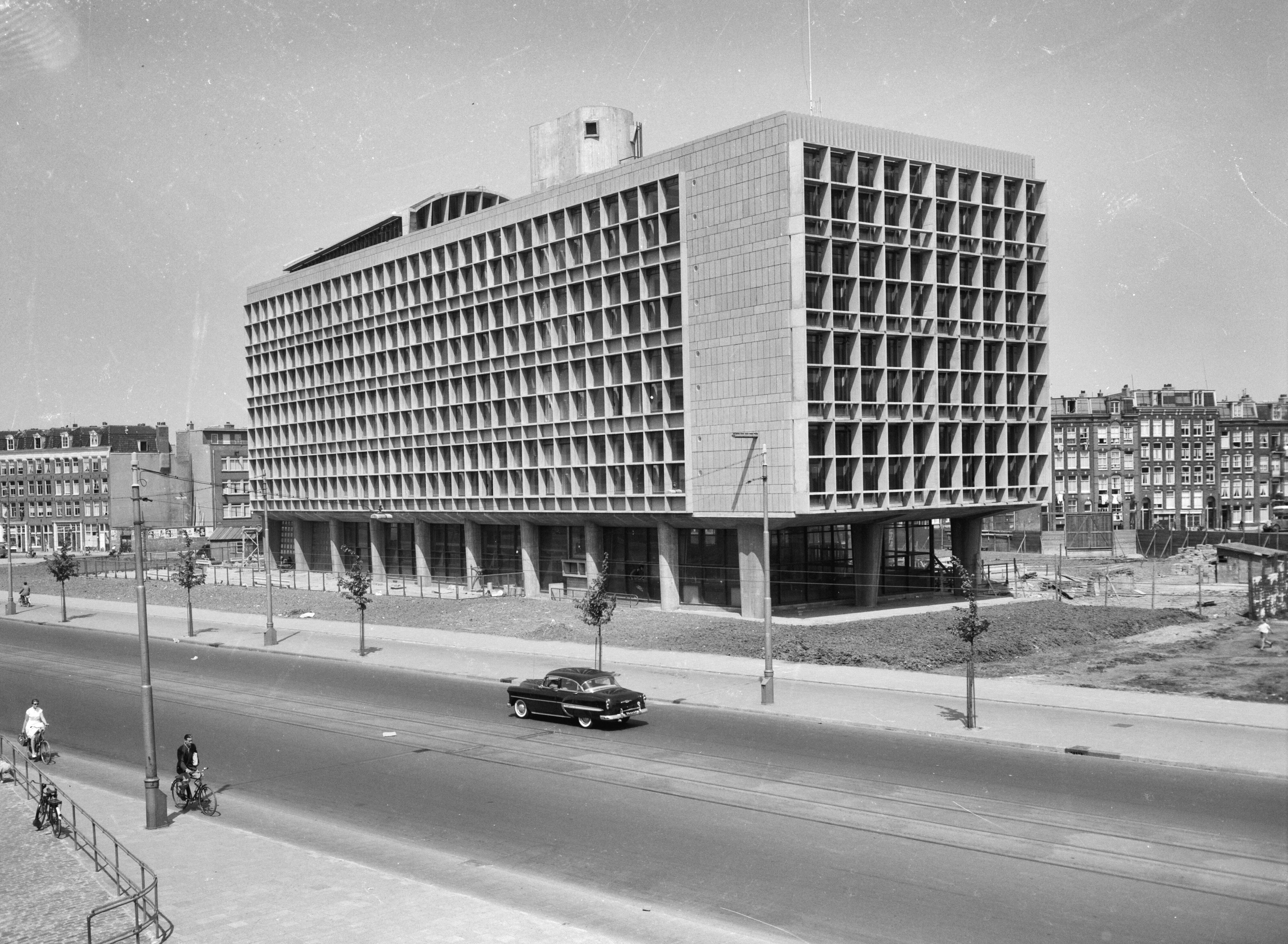
Het gebouw in aanbouw (1956)
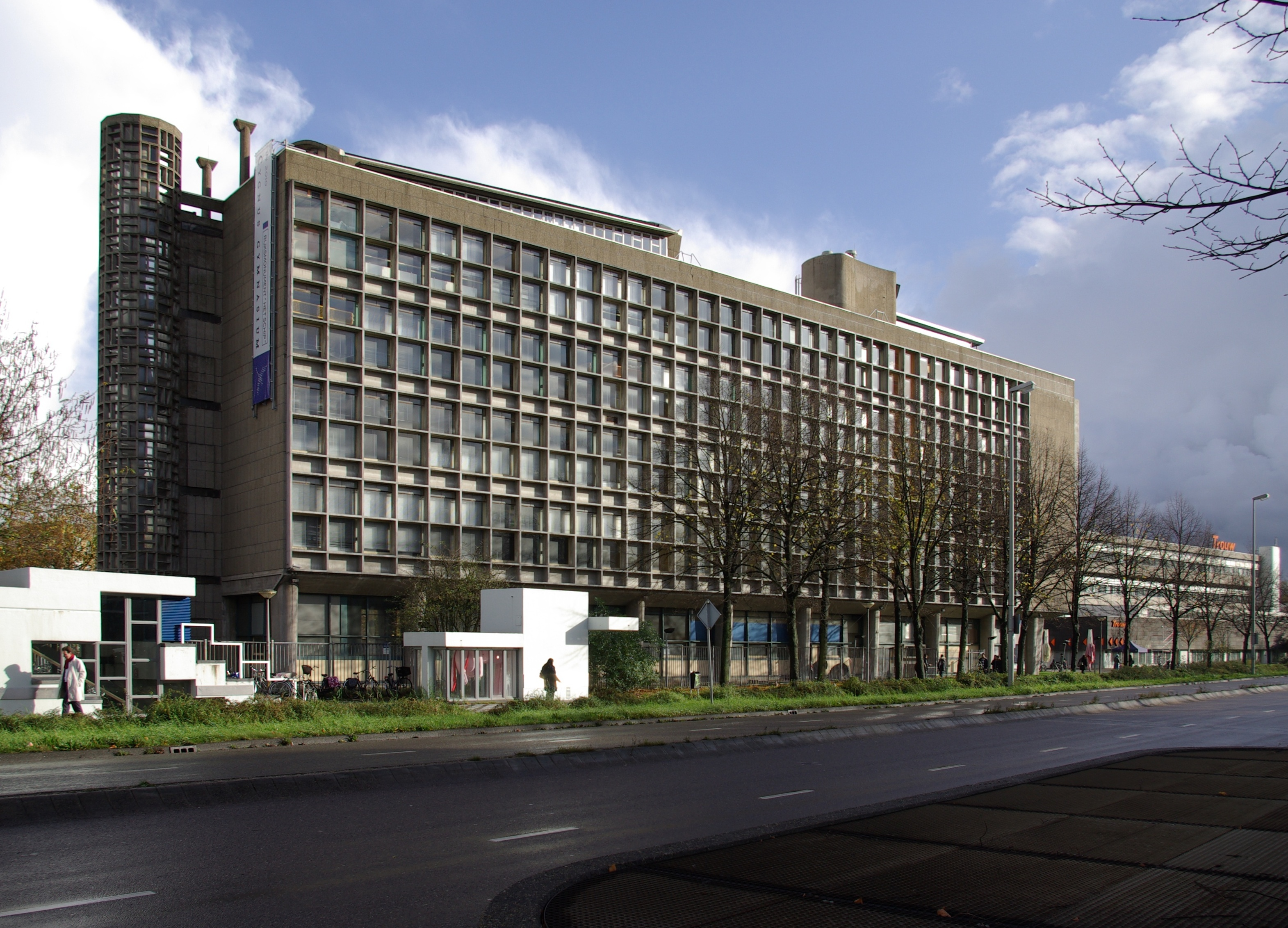
De achtergevel aan de Wibautstraat (2009)
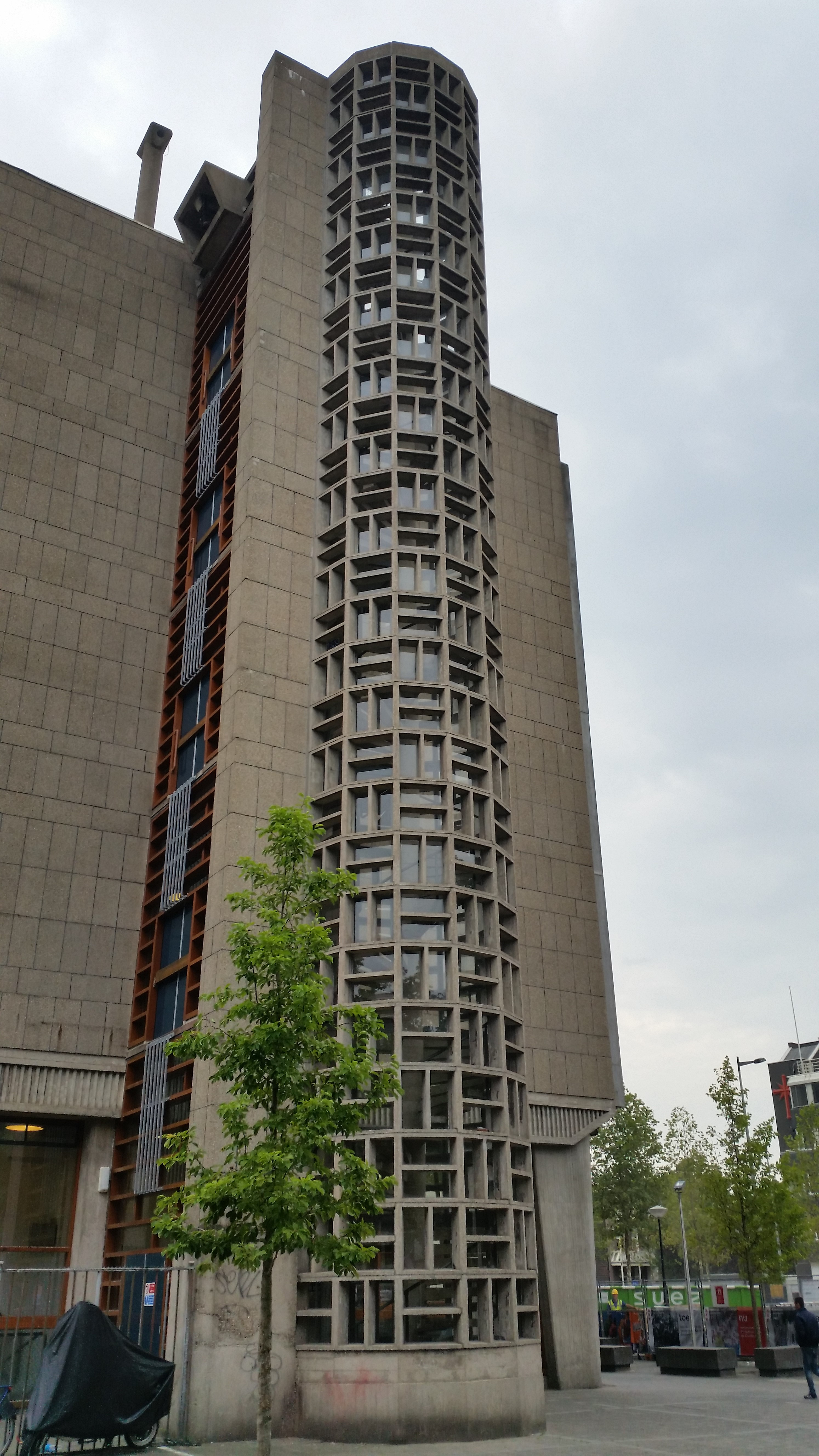
Uitpandig trappenhuis (2018)
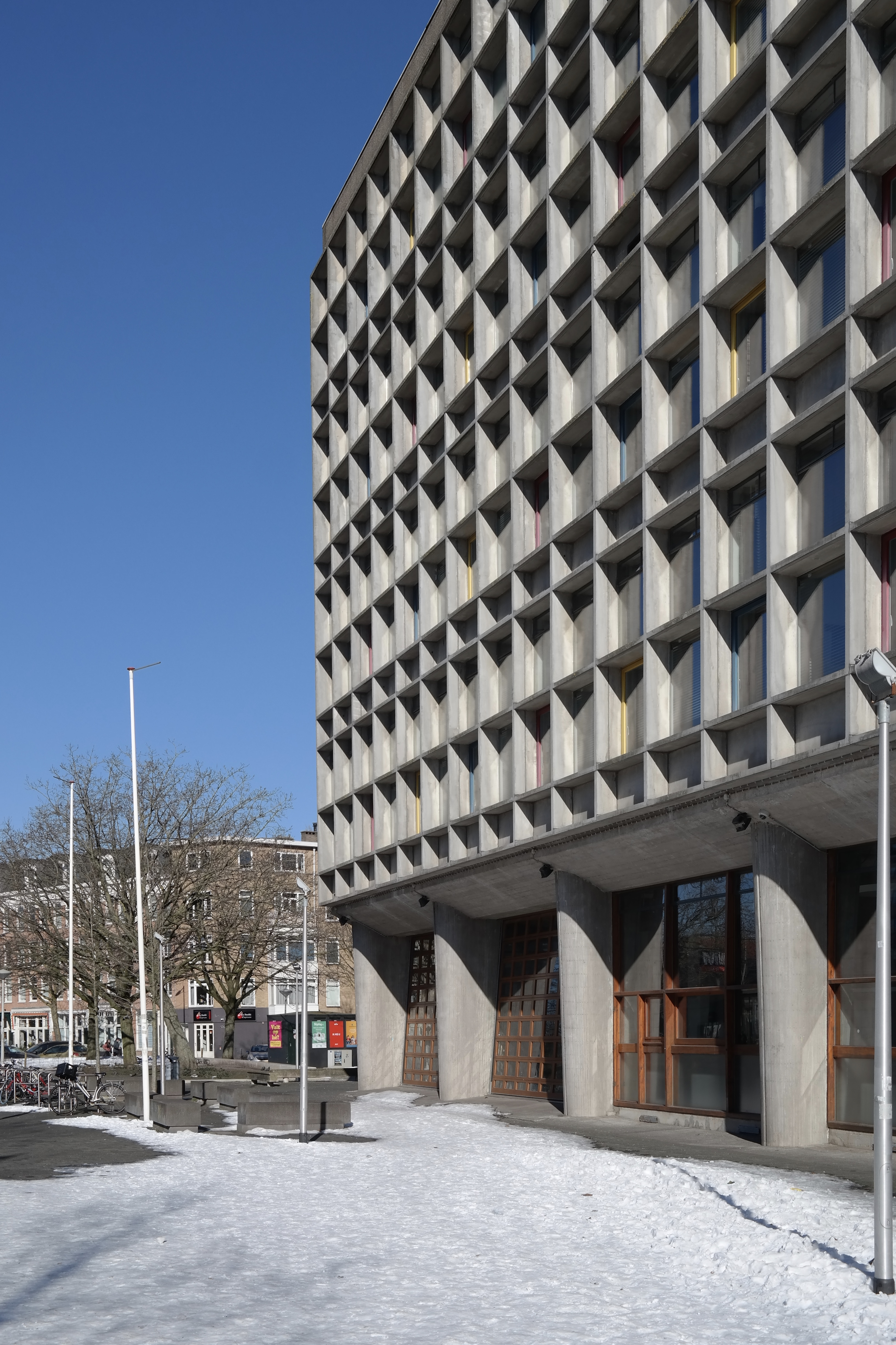
Westzijde van het gebouw (2021)
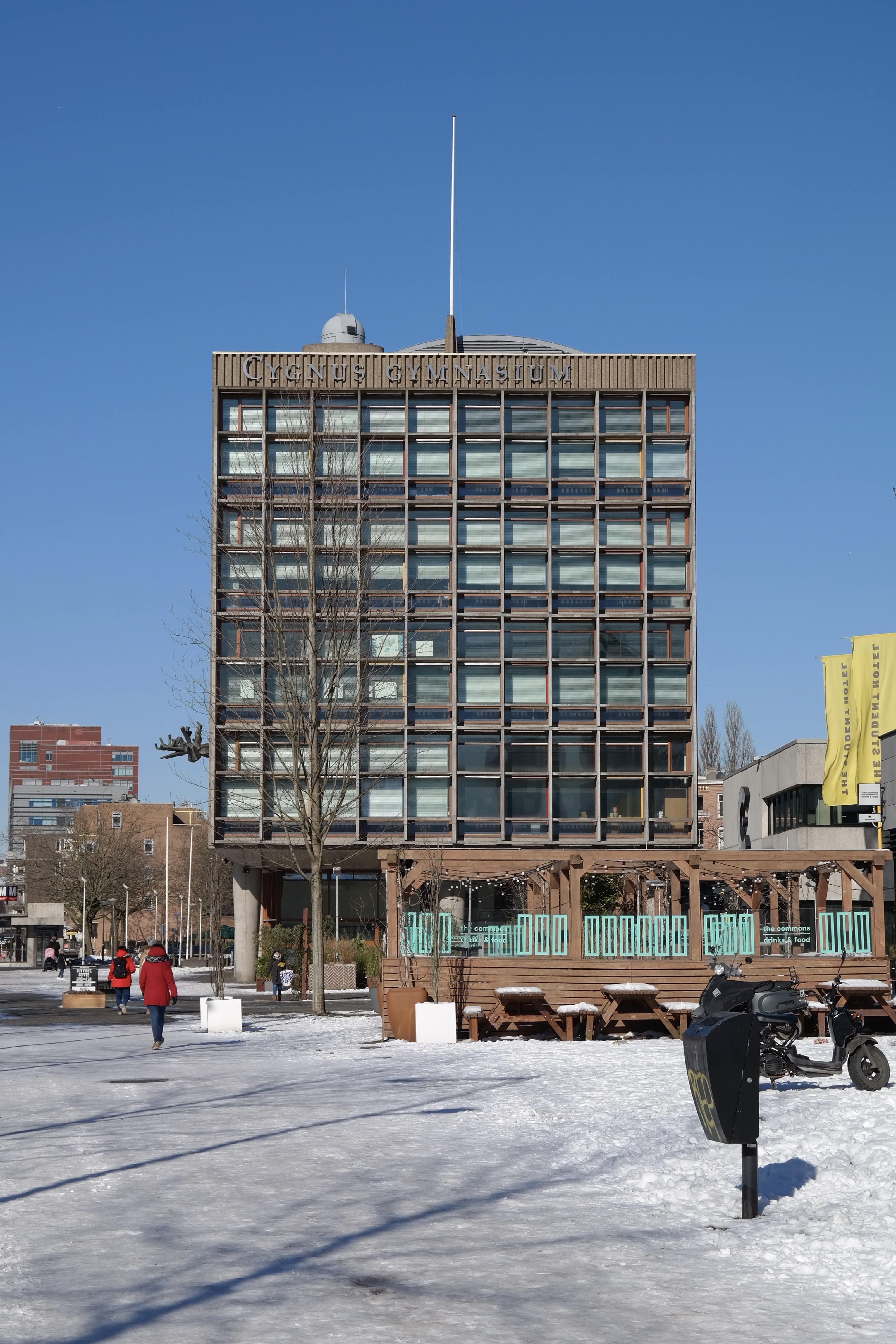
Zuidzijde tijdens de winter (2021)